# François Gros
François Gros (Paris, 24 de abril de 1925 – 18 de fevereiro de 2022) foi um biólogo francês. Ficou conhecido como codescobridor do ARN mensageiro.
Recebeu a Medalha de Ouro Pio XI de 1964 da Pontifícia Academia das Ciências e tornou-se membro da Académie des sciences em 1979.
Foi orientador do pesquisador brasileiro Vivaldo Moura Neto.

## Obras
- com François Jacob e P. Royer, Sciences de la vie et société, Paris, La Documentation française, 1978.
- Os segredos do gene - no original Les secrets du gène, Paris, Le Seuil, 1986.
- La civilisation du gène, Paris, Hachette, 1989.
- L'ingéniérie du vivant, Paris, Odile Jacob, 1990.
- En codirection avec Gérard Huber, Vers un anti-destin ? Patrimoine génétique et droits de l'humanité, Paris, Odile Jacob, 1992.
- Regard sur la biologie contemporaine, Paris, Gallimard, 1993.
- Mémoires scientifiques. Un demi-siècle de biologie, Paris, Odile Jacob, 2003.
- Les mondes nouveaux de la biologie, Paris, Odile Jacob, 2012.